# Сорокино (Касимовский район)
Сорокино — деревня (с 29 ноября 1979) в России, расположена в Касимовском районе Рязанской области. Входит в состав Токарёвского сельского поселения.
Деревня Сорокино расположена примерно в 14 км к юго-западу от центра города Касимова. Восточнее деревни проходит Шиловское шоссе. Ближайшие населённые пункты — деревня Сидорово и село Токарёво.

## Население
| 1859 | 1906 | 2010 |
| ---- | ---- | ---- |
| 490  | ↗510 | ↘32  |